# Перг (округ)
Бецирк Перг — округ Австрійської федеральної землі Верхня Австрія. 
Округ поділено на 26 громад: 
- Аллергайліген-ім-Мюлькрайс
- Арбінг
- Бад-Кройцен
- Баумгартенберг
- Дімбах
- Грайн
- Катсдорф
- Клам
- Лангенштайн
- Луфтенберг-ан-дер-Донау
- Маутгаузен
- Міттеркірхен-ім-Махланд
- Мюнцбах
- Наарн-ім-Махланде
- Пабнойкірхен
- Перг
- Рехберг
- Рід-ін-дер-Рідмарк
- Санкт-Георген-ам-Вальде
- Санкт-Георген-ан-дер-Гузен
- Санкт-Нікола-ан-дер-Донау
- Санкт-Томас-ам-Блазенштайн
- Заксен
- Швертберг
- Вальдгаузен-ім-Штруденгау
- Віндгааг-бай-Перг

## Демографія
Населення округу за роками за даними статистичного бюро Австрії

## Виноски
1. ↑  Statistik Austria

| Австрія | Це незавершена стаття з географії Австрії. Ви можете допомогти проєкту, виправивши або дописавши її. |